# Henri Brandely
Henri Brandely, né le 17 décembre 1924 à Guérigny et mort le 18 août 1987 à Perpignan, est un footballeur français.